# Izoetaryna
Izoetaryna (łac. isoetharinum) – wielofunkcyjny organiczny związek chemiczny z grupy katecholamin. Lek o działaniu sympatykomimetycznym, o krótkim czasie działania, działający selektywnie na receptory adrenergiczne β2.

## Zastosowanie
- skurcz oskrzeli[3]

W 2015 roku żaden produkt leczniczy zawierający izoetarynę nie był dopuszczony do obrotu w Polsce.

## Działania niepożądane
Izoetaryna może powodować następujące działania niepożądane:
- drżenia mięśniowe
- niepokój
- ból głowy
- dyspepsja
- suchość w jamie ustnej
- podrażnienie gardła
- zaburzenia rytmu serca